# Manique do Intendente
Manique do Intendente is een plaats (freguesia) in de Portugese gemeente Azambuja en telt 1 392 inwoners (2001).